# Осења (Ла Специја)
Осења је насеље у Италији у округу Ла Специја, региону Лигурија.
Према процени из 2011. у насељу је живело 50 становника. Насеље се налази на надморској висини од 568 м.